# Alois Získal
Alois Získal (4. srpna 1891, Mašovice (u Pelhřimova) – 30. června 1974) byl český jazykovědec, bohemista, zaměřující se především na oblast lexikografie, a také tenorista Křičkova Hlaholu pražského.

## Život a dílo
Alois Získal nabyl svoje filologické vzdělaní v oboru bohemistiky a germanistiky na Univerzitě Karlově v Praze. Doktorem filozofie v oboru jazykovědy se stal v roce 1916, kandidátskou disertační práci pak obhájil roku 1957.
V roce 1946 se stal prvním ředitelem tehdy nově založeného Ústavu pro jazyk český Akademie věd České republiky (ÚJČ AV ČR), kam přešel – společně mj. s bohemistou a akademikem prof. PhDr. Bohuslavem Havránkem, DrSc. – již z pozice ředitele právě rušící se Kanceláře Slovníku jazyka českého České akademie věd, jejíž vedení převzal roku 1939 od svého předchůdce prof. PhDr. Kvida Hodury (alternativně Quida Hodury).
V roce 1952 jej pak na pozici ředitele ÚJČ AV ČR vystřídal jeho přítel a kolega prof. Bohuslav Havránek.

### Publikační činnost (výběr)
- Příspěvek k české lexikologii a lexikografii. Praha, 1957. 128 listů.
- Cvičebnice jazyka českého pro čtvrtou třídu středních škol (1936; spoluautor; pod vedením prof. Bohuslava Havránka)
- Cvičebnice jazyka českého pro třetí třídu středních škol (1936; spoluautor; pod vedením prof. Bohuslava Havránka)
- Cvičebnice jazyka českého pro druhou třídu středních škol (1934; spoluautor; pod vedením prof. Bohuslava Havránka)